# Список достопримечательностей Гянджи
В статье Список достопримечательностей Гянджи представлен список туристических достопримечательностей Гянджи, Азербайджан, включая природу, исторические достопримечательности, памятники, музеи, театры и др. Гянджа, популярное туристическое направление в Азербайджане, является вторым по величине городом страны.

## Природные заповедники
| Название                    | Дата | Описание | Фото | Ссылки      |
| --------------------------- | ---- | --- | ---- | ----------- |
| Гёйгёль (национальный парк) | 2008 | Слово «Гёйгёль» в переводе с азербайджанского языка означает «синее озеро». Гёйгёльский национальный парк был основан в апреле 2008 года на базе Гёйгёльского государственного природного заповедника, созданного в 1925 году, на территориях административных районов Гейгель, Геранбой и Дашкасан. |      | [ 1 ] [ 2 ] |
| Гёйгёль (озеро)             |      | Гейгель (Синее озеро) — естественное водохранилище в Азербайджане. Он расположен у подножия Муровдага на высоте 1556 метров недалеко от Гянджи. |      | [ 2 ] [ 3 ] |
| Маралгёль                   |      | Маралгёль — горное озеро на высоте 1910 м на горе Муровдаг на западе Азербайджана. Озеро занимает территорию 23 га с максимальной глубиной 60 м |      | [ 2 ]       |
| Аджикенд                    |      | Аджикенд является основной курортной зоной для жителей Гянджи и прилегающих территорий в административно-территориальной единице Кяпазского района Гянджи. Он расположен в 23 км к югу от Гянджи, на северо-востоке гор Малого Кавказа.                                                              |      | [ 4 ]       |

## Здания культуры
| Название                                                   | Дата | Описание | Фото | Ссылки      |
| ---------------------------------------------------------- | ---- | --- | ---- | ----------- |
| Гянджинская государственная филармония им. Фикрета Амирова | 2017 | Новое здание Гянджинской филармонии было открыто в 2017 году. Оно расположено недалеко от центральной площади Гянджи. На балконе концертного зала третьего этажа установлены статуи известных азербайджанских композиторов Узеира Гаджибекова, Фикрета Амирова, Кара Караева, Ниязи и Арифа Меликова. |      | [ 5 ]       |
| Гянджинский государственный кукольный театр                |      | Здание Гянджинского государственного театра кукол было построено в 1885 году как лютеранская церковь немецкими поселенцами, переселившимися в Елизаветполь (официальное название Гянджи в 1804—1918 гг.). |      | [ 6 ]       |
| Центр Мехсети Гянджеви                                     | 2014 | Это культурный центр, открытый в январе 2014 года в честь поэта Мехсети Гянджеви. В Центре представлена фотовыставка, посвященная творчеству поэтессы и ее стихотворениям, а также выставка национальной одежды, относящаяся к периоду жизни Мехсети. Кроме того, здесь работает выставка национальных музыкальных инструментов. В состав Центра входит статуя Мехсети Гянджеви и парк имени Мехсети Гянджеви. |      | [ 7 ] [ 8 ] |

## Мавзолеи
| Название                 | Дата | Описание | Фото | Ссылки |
| ------------------------ | ---- | --- | ---- | ------ |
| Мавзолей Низами Гянджеви | 1991 | Мавзолей Низами считается символом Гянджи. Он расположен в восточной части Гянджи. Строительство первого Мавзолея на могиле выдающегося поэта Низами Гянджеви относится к XIII—XIV вв. Нынешняя структура памятника была восстановлена в 1991 году на существующем здании, построенном в 1947 году. В саду вокруг высокого цилиндрического здания, построенного из цельных гранитных блоков, есть начертанные на металле статуи в память об эпических поэмах Низами. |      | [ 9 ]  |
| Гробница Джавад-хана     | 2005 | Гробница была воздвигнута на могиле последнего правителя Гянджинского ханства Джавад-хана в 2005 году. |      | [ 10 ] |

## Музеи
| Название                                 | Дата | Описание | Фото | Ссылки               |
| ---------------------------------------- | ---- | --- | ---- | -------------------- |
| Гянджинский историко-краеведческий музей | 1924 | Историко-этнографический музей Гянджи расположен в бывшем особняке потомков Джавад хана. Музей был основан в 1924 году, но переехал в это здание в 1972 году. Коллекция музея включает археологические находки, этнографические, эпиграфические и нумизматические образцы, представленные в 18 залах. |      | [ 11 ] [ 12 ]        |
| Музей Низами Гянджеви                    | 2014 | Музей Низами, расположенный напротив мавзолея Низами, был открыт в 2014 году. Здесь представлены экспонаты, отражающие жизнь и творчество поэта, его рукописи и иллюстрации по мотивам «Хамсе». Перед музеем установлен памятник поэту.                                                               |      | [ 13 ] [ 14 ]        |
| Музей Мирзы Шафи Вазе                    | 2017 | Здание музея, расположенное в Гяндже, было построено в 2016—2017 годах. В музее представлена выставка документов и картин, связанных с творчеством азербайджанского поэта и просветителя Мирзы Шафи Вазе, родившегося в Гяндже в 1794 году.                                                           |      | [ 15 ] [ 16 ]        |
| Дом-музей Мир Джалала Пашаева            | 2007 | Дом-музей азербайджанского писателя Мир Джалала Пашаева, жившего и творившего в Гяндже. Дом функционирует как музей с 2007 года. |      | [ 17 ]               |
| Музей миниатюрной книги                  | 2016 | Гянджинский филиал Музея миниатюрной книги, расположенный на Ратушной площади Гянджи, был открыт в 2016 году. |      | [ 18 ]               |
| Монументальный комплекс Хамсе            | 2016 | Монументальный комплекс Хамсе, расположенный между воротами Гянджинской крепости и мавзолеем Низами состоит из 5 больших памятников в форме книг, напоминающих стихи Низами. |      | [ 19 ] [ 20 ] [ 21 ] |

## Парки и сады
| Название                         | Дата | Описание | Фото | Ссылки                      |
| -------------------------------- | ---- | --- | ---- | --------------------------- |
| Ханский сад (Гянджа)             | 1847 | Одним из основных мест отдыха населения Гянджи изначально во времена Гянджинского ханства был сад Джавад-хана на площади. После российского вторжения этот сад был уничтожен. После обретения Азербайджаном независимости сад был реконструирован и был назван «Ханский сад». Здесь есть сосновые аллеи, фонтаны, пруды, остатки крепостных стен Гянджи и театр под открытым небом.                                |      | [ 22 ] [ 23 ] [ 24 ] [ 25 ] |
| Парк Гейдара Алиева              | 2014 | Парк Гейдара Алиева занимает площадь 450 гектаров протяженностью 2 км. Он был открыт в 2014 году. Парковый комплекс включает в себя фонтаны, декорированные садовые участки, амфитеатр, «Триумфальную арку», Центр молодежи, Центр Гейдара Алиева, Музей современного искусства, водопад и искусственное озеро. |      | [ 25 ] [ 26 ]               |
| Гянджийский бульвар              | 2017 | Парково-бульварный комплекс был открыт на берегу реки Гянджачай в феврале 2017 года. Парк расположен на площади 34 га, протяженностью 1,2 км. В парке установлены фонтаны и памятники. В состав комплекса также входят площадь Флага Гянджи, комплекс Али и Нино, Дом прессы, книжный магазин, кафе и рестораны, игровая площадка и развлекательные заведения.                                                     |      | [ 27 ]                      |
| Парк Истиглал                    | 1991 | Парк Истиглал (парк Независимости), расположенный в поселке Гюлистан Гянджи, был открыт 28 мая 1991 года в честь Дня Республики Азербайджана. Здесь стоит огромный памятник азербайджанскому флагу и карте. Парк был обновлен в 2014 году и занимает площадь 5 гектаров. В честь АДР установлен памятник высотой 15 метров, на котором начертана Декларация независимости Азербайджана, принятая 28 мая 1918 года. |      | [ 28 ]                      |
| Парк Мирзы Шафи Вазе             | 2017 | Парк имени Мирзы Шафи Вазе был построен 2017 году. Он занимает площадь 2 гектара. Здесь стоит памятник выдающемуся азербайджанскому деятелю Мирзе Шафи Вазе. Стена за статуей украшена мозаичными изображениями современников поэта. |      | [ 15 ]                      |
| Парк Низами Гянджеви в Аджикенде | 2018 | Парк Низами Гянджеви в Аджикенде (парк «Предшественникам и продолжателям Низами Гянджеви») был открыт в 2018 г. Здесь установлены памятники выдающимся историческим деятелям, жившим в Гяндже. |      | [ 29 ]                      |

## Площади
| Название               | Дата   | Описание | Фото | Ссылки        |
| ---------------------- | ------ | --- | ---- | ------------- |
| Площадь Гейдара Алиева | XX век | Это главная площадь Гянджи (бывшая площадь Ленина). Здесь расположены здание Исполнительной власти Гянджи и музей Гейдара Алиева. Здание Исполнительной власти Гянджи было построено в советское время в 1961 году и служило административным зданием горкома КПСС. |      | [ 30 ]        |
| Площадь флага          | 2012   | Площадь флага Гянджи — большая городская площадь, расположенная на правом берегу Гянджа реки. Флаг размером 50 м.х25 м развевается на шесте высотой 100 м. Площадь Флага Гянджи была открыта 21 января 2012 года.                                                   |      | [ 31 ] [ 32 ] |

## Исторические здания
| Название                  | Дата           | Описание | Фото | Ссылки        |
| ------------------------- | -------------- | --- | ---- | ------------- |
| Чокак-хамам               | 1606           | Баня Чокак расположена недалеко от мечети Джума в Гяндже. Была построена в 1606 году по проекту архитектора шейха Бахаддина Мухаммеда Амиля. Имеет один большой и два малых купола.  |      | [ 33 ]        |
| Караван-сарай шах Аббаса  | XVII век       | Караван-сарай датируется XVII веком и расположен в 100 метрах от мечети Джума. Он был построен во времена правления шаха Аббаса в восточном стиле, архитектором шейхом Бах ад-Дином. |      | [ 34 ] [ 35 ] |
| Караван-сарай Угурлу хана | XVII-XVIII вв. | Караван-сарай расположен недалеко от караван-сарая Шаха Аббаса и датируется XVII—XVIII веками.                                                                                       |      | [ 36 ]        |

## Религиозные места
| Название                      | Дата       | Описание | Фото | Ссылки        |
| ----------------------------- | ---------- | --- | ---- | ------------- |
| Религиозный комплекс Имамзаде | XIV-XV вв. | Комплекс Имамзаде — место паломничества, расположенное в 7 км к северо-востоку от Гянджи. Комплекс включает в себя мавзолей Имамзаде, мечеть Имамзаде, караван-сарай, погребальные памятники. Главным памятником комплекса является Мавзолей, построенный над могилой религиозного деятеля предположительно в XIV—XV вв. |      | [ 37 ]        |
| Джума-мечеть                  | 1606       | Мечеть Джума также называют мечетью Шаха Аббаса, потому что она была построена во время его правления. Комплекс мечети включает в себя главное здание мечети, входной портал с минаретами с обеих сторон и здание бывшего медресе.                                                                                       |      | [ 38 ] [ 39 ] |
| Александро-Невская церковь    | 1887       | Церковь Александра Невского — русская православная церковь, построенная в 1887 году. Здание церкви построено из кирпича в византийском архитектурном стиле. |      | [ 40 ]        |